# Gianni Romme
Gianni Petrus Cornelis Romme (Lage Zwaluwe, 12 de febrero de 1973) es un deportista neerlandés que compitió en patinaje de velocidad sobre hielo. 
Participó en dos Juegos Olímpicos de Invierno, obteniendo tres medallas, dos de oro en Nagano 1998, en los 5000 m y 10 000 m, y plata en Salt Lake City 2002, en 10 000 m.
Ganó dos medallas de oro en el Campeonato Mundial de Patinaje de Velocidad sobre Hielo, en los años 2000 y 2003, y doce medallas en el Campeonato Mundial de Patinaje de Velocidad sobre Hielo en Distancia Individual entre los años 1996 y 2004. Además, obtuvo una medalla de oro en el Campeonato Europeo de Patinaje de Velocidad sobre Hielo de 2003.

## Palmarés internacional
| Juegos Olímpicos                           | Juegos Olímpicos                | Juegos Olímpicos  | Juegos Olímpicos      |
| Año                                        | Lugar                           | Medalla           | Prueba                |
| ------------------------------------------ | ------------------------------- | ----------------- | --------------------- |
| 1998                                       | Nagano (Japón)                  | Medalla de oro    | 5000 m                |
| 1998                                       | Nagano (Japón)                  | Medalla de oro    | 10 000 m              |
| 2002                                       | Salt Lake City (Estados Unidos) | Medalla de plata  | 10 000 m              |
| Campeonato Mundial                         |                                 |                   |                       |
| Año                                        | Lugar                           | Medalla           | Prueba                |
| 2000                                       | Milwaukee (Estados Unidos)      | Medalla de oro    | Clasificación general |
| 2003                                       | Gotemburgo (Suecia)             | Medalla de oro    | Clasificación general |
| Campeonato Mundial en Distancia Individual |                                 |                   |                       |
| Año                                        | Lugar                           | Medalla           | Prueba                |
| 1996                                       | Hamar (Noruega)                 | Medalla de oro    | 10 000 m              |
| 1996                                       | Hamar (Noruega)                 | Medalla de bronce | 5000 m                |
| 1997                                       | Varsovia (Polonia)              | Medalla de oro    | 10 000 m              |
| 1997                                       | Varsovia (Polonia)              | Medalla de plata  | 5000 m                |
| 1998                                       | Calgary (Canadá)                | Medalla de oro    | 5000 m                |
| 1998                                       | Calgary (Canadá)                | Medalla de oro    | 10 000 m              |
| 1999                                       | Heerenveen (Países Bajos)       | Medalla de oro    | 5000 m                |
| 1999                                       | Heerenveen (Países Bajos)       | Medalla de plata  | 10 000 m              |
| 2000                                       | Nagano (Japón)                  | Medalla de oro    | 5000 m                |
| 2000                                       | Nagano (Japón)                  | Medalla de oro    | 10 000 m              |
| 2001                                       | Salt Lake City (Estados Unidos) | Medalla de bronce | 5000 m                |
| 2004                                       | Seúl (Corea del Sur)            | Medalla de bronce | 5000 m                |
| Campeonato Europeo                         |                                 |                   |                       |
| Año                                        | Lugar                           | Medalla           | Prueba                |
| 2003                                       | Heerenveen (Países Bajos)       | Medalla de oro    | Clasificación general |